# Завиши
Зави́ши (пол. Zawisza) — литовские дворянские роды гербов Пржерова, Задора, Лебедь и Чёрный.
Внесены в I и VI части родословных книг Виленской, Гродненской, Ковенской губерний. Первый из них восходит к XV веку.